# Manor of Northstead
Das Amt des Crown Steward and Bailiff of the Manor of Northstead ist eine Sinekure, die vom britischen Parlament verwendet wird, um Abgeordneten das Ausscheiden zu ermöglichen.

## Begriff
Das Manor of Northstead war ein Gut mit Feldern und Bauernhöfen auf dem Gebiet von Scalby im North Riding of Yorkshire. Gegen 1600 war das Gutshaus verfallen, auf dem gesamten Gebiet lebte nur noch ein Schafhirte. Es gehört heute zu Scarborough.
Die Krone bestellte einen königlichen Aufseher und Vogt, der für die Einhaltung von Recht und Ordnung in dem Gebiet verantwortlich war. Seit langem handelt es sich dabei um ein Amt ohne offizielle Aufgaben für den Amtsinhaber, der eine marginale Vergütung erhält.

## Heutige Funktion
Nach einem Beschluss des House of Commons aus dem Jahre 1624 können Abgeordnete nicht zurücktreten. Dieser Beschluss resultiert noch aus einer Zeit, als Abgeordnete auch gegen ihren Willen gewählt werden konnten. Andererseits muss ein Abgeordneter nach dem Act of Settlement aus dem Parlament ausscheiden, wenn er ein bezahltes Staatsamt annimmt, da dann Bedenken gegen seine Unabhängigkeit bestehen.
Ein Abgeordneter, der aus dem Unterhaus ausscheiden will, „bewirbt“ sich beim Chancellor of the Exchequer für das Amt des Crown Steward and Bailiff of the Manor of Northstead oder alternativ des Crown Steward and Bailiff of the Chiltern Hundreds. Er wird dann ernannt und behält das Amt bis zum nächsten entsprechenden Vorgang. Beide vorgenannten Ämter werden im Wechsel „besetzt“.